# Kathy May
Kathy May Fritz (18 de junio de 1956) es una exjugadora de tenis profesional estadounidense. Alcanzó tres cuartos de final de Grand Slam, una en el Abierto de Estados Unidos en 1978 y dos en el Abierto de Francia en 1977 y 1978. Ganó siete títulos individuales de la WTA durante su carrera, y alcanzó su mejor ranking el cual fue la no. 10 en 1977.
También compitió bajo los nombres de Kathy May Teacher después de su matrimonio en 1979 con el tenista Brian Teacher y Kathy May-Paben. Su hijo Taylor Fritz también es tenista profesional y fue Campeón Mundial Juvenil de la ITF en 2015.

## Biografía
May nació y creció en Beverly Hills, California. Es bisnieta de David May, fundador de The May Department Stores Company (ahora Macy's).
En 1979, se casó con su compañero jugador californiano Brian Teacher, también uno de los 10 mejores tenistas y campeón del Abierto de Australia de 1980, posteriormente se divorciaron. Se casó con el bombero Don Paben en 1981 con quien tuvo dos hijos, donde finalmente también la relación finalizó. Más tarde se casó con Guy Fritz, su tercer marido, y tuvo a su tercer hijo, el tenista Taylor Fritz.